# Панцирна веретільниця
Панцирна веретінниця (Pseudopus) — рід ящірок з родини Веретінниць. Має 1 вид. До недавнього часу цей вид поєднували з широко поширеним близьким родом Ophlsaurus.

## Опис
Загальна довжина сягає 50 см. Тіло змієподібне. Кінцівки відсутні. Хвіст не ламкий, по довжині значно перевищує тулуб з головою. З боків тулуба є поздовжні складки шкіри, які вкриті дрібною лускою. З боків анального отвору у самців розташовуються рудименти задніх лап. 

## Спосіб життя
Полюбляє лісисті місцини, чагарники, передгір'я, садиби. Харчується комахами та членистоногими.
Це яйцекладна ящірка Відкладається до 10 яєць.

## Розповсюдження
Зустрічаються у південній Європі, на Кавказі, в Передній і Середній Азії.

## Види
У роді один вид: жовтопузик, або глухар - Pseudopus apodus.